# Taraxacum aberrans
Taraxacum aberrans — вид квіткових рослин з родини айстрових (Asteraceae). Вид зростає в Європі: Данія, Нідерланди, Німеччина (Баварія, Саксонія), Польща, Чехія, Франція; інтродукований до Великої Британії; це багаторічна рослина помірних біомів.

## Середовище
Населяє смітники, сади, міські ділянки, стіни та узбіччя.

## Морфологічна характеристика
T. aberrans — великий прямовисний вид із середньо-зеленим листям і вузькими крилатими черешками, білими на зовнішніх і рожевими на внутрішніх листках. Він особливо різнолистий, а кінцеві частки внутрішнього листя великі та мають шоломоподібну форму з шилуватою верхівкою. Зовнішні приквітки мають форму клешнів і смужки на язиці сіро-рожеві.